# Умалително
Умалително или умалителна форма на дадена дума, в лингвистиката деминутив (от латински deminutivum –  малък), е производна форма на тази дума, която ѝ придава допълнителното значение на „нещо малко“. Освен с това пряко значение, често умалителните се използват, за да придадат допълнително преносно експресивно-емоционално значение на думата – най-често с гальовна, обична конотация („детенце“), но понякога и с пренебрежителна или снизходителна конотация („търговийка“).

## В българския език
В българския език умалителните форми се образуват чрез наставки (умалителни морфеми). Най-често се използват умалителните форми на съществителните имена, но умалителни форми могат да имат и прилагателните, наречията и числителните.
Често умалителната форма е в различен граматически род от този на основната форма. Умалителните на имена от мъжки род, често са в среден род: стол – столче. В такива случаи може да се образува двойно умалително, като се използва и умалителна наставка за среден род: столче – столченце.

### Умалителни съществителни

#### За мъжки род
За образуване на умалителни форми на думи от мъжки род се използват следните наставки:
- -ец: човек – човечец, вятър – ветрец
- -ѐ: орел – орле, камък – камъче
- -ле: нос – носле, мъж – мъжле
- -че: българин – българче, бръмбар – бръмбарче

#### За женски род
За думи от женски род се използват следните наставки:
- -ица: глава – главица
- -чица: кръв – кръвчица
- -ка: картина – картинка
- -ичка: паница – паничка, душа – душичка
- -е: птица – птиче

#### За среден род
За думи от среден род се използват следните наставки:
- -це: село – селце
- -енце: семе – семенце
- -ице: слънце – слънчице, мляко – млечице

### Умалителни прилагателни
С наставките –ичък/-ичка/-ичко могат да се образуват умалителни прилагателни: нов – новичък, голям – големичък

### Умалителни наречия
За образуване на умалителни на наречия се използват следните наставки:
- -ичко: бързо – бързичко
- -ко: повече – повечко
- -инко: евтино – евтинко
- -анка/-инка: тука - туканка, сега – сегинка

### Умалителни числителни
Бройните числителни могат да образуват умалителни чрез следните наставки:
- -ичк-/-чки: едничък (едничка, едничко), двечки, трички...
- -нки: двенки, тринки
- -ки: четирки
- -ца: (за мъжколични имена) тримца, четиримца

Дробните числителни от вида половина, третина и т.н., също могат да образуват умалителни – половинка, третинка...
Понякога деминутивите имат самостоятелно значение, извън това на умалителна форма. Например:
              барче – освен малък бар има значение и на шкаф, в който се държат напитки
              капанче – освен малък капан има значение и на малка кръчма
              звездичка – освен малка звезда има значение и на знак в печатен текст за бележка или препратка
              воденичка – освен малка воденица има значение и на стомах на птица
              камбанка – освен малка камбана има значение и на вид тревисто растение с цветове, наподобяващи камбана.